# Ottravads socken
Ottravads socken i Västergötland ingick i Vartofta härad och är sedan 1974 en del av Tidaholms kommun, från 2016 inom Dimbo-Ottravads distrikt.
Socknens areal är 11,27 kvadratkilometer varav 11,26 land.  År 1951 fanns här 169 invånare. Sockenkyrka är sedan 1817 Dimbo-Ottravads kyrka som ligger i Dimbo socken, som delar kyrkan med Ottravads socken.

## Administrativ historik
Socknen har medeltida ursprung. 
Vid kommunreformen 1862 övergick socknens ansvar för de kyrkliga frågorna till Ottravads församling och för de borgerliga frågorna bildades Ottravads landskommun. Landskommunen uppgick 1952 i Dimbo landskommun som upplöstes 1974 då denna del uppgick i Tidaholms kommun. Församlingen uppgick 1992 i Dimbo-Ottravads församling som 2010 uppgick i Varvs församling.
1 januari 2016 inrättades distriktet Dimbo-Ottravad, med samma omfattning som Dimbo-Ottravads församling hade 1999/2000 och fick 1992, och vari detta sockenområde ingår.
Socknen har tillhört län, fögderier, tingslag och domsagor enligt vad som beskrivs i artikeln Vartofta härad. De indelta soldaterna tillhörde Skaraborgs regemente, Livkompaniet och Västgöta regemente, Vartofta kompani.

## Geografi
Ottravads socken ligger sydväst om Tidaholm kring Ösan. Socknen är en odlingsbygd i väster och skogsbygd i öster.

## Fornlämningar
Från järnåldern finns gravar och ett gravfält.

## Namnet
Namnet skrevs 1397 Oterwadh och kommer från kyrkbyn. Namnet innehåller ot(t)er, 'utter' och vad, 'vadställe'. Kyrrkbyn ligger vid Ösan.